# Thomas Eusebios Naickamparampil
Thomas Eusebios Naickamparampil (ur. 6 czerwca 1961 w Mylapra) – indyjski duchowny syromalankarski, od 2017 biskup Parassala.

## Życiorys
Święcenia kapłańskie przyjął 29 grudnia 1986 i został inkardynowany do archieparchii Trivandrum. Był m.in. wykładowcą i dziekanem wydziału filozofii w archieparchialnym seminarium oraz sekretarzem generalnym kurii arcybiskupiej.
14 lipca 2010 został mianowany egzarchą apostolskim Stanów Zjednoczonych, biskupem tytularnym Lares oraz wizytatorem apostolskim dla wiernych syromalankarskich mieszkających w Kanadzie i Europie. Chirotonii biskupiej udzielił mu 21 września 2010 ówczesny zwierzchnik Kościoła syromalankarskiego, Baselios Cleemis Thottunkal. 4 stycznia 2016, po podniesieniu egzarchatu do rangi eparchii (obejmującej zarówno Stany Zjednoczone, jak i Kanadę), został jej pierwszym biskupem.
5 sierpnia 2017 został mianowany eparchą Parassala.